# Thesea campanulifera
Thesea campanulifera är en korallart som beskrevs av Nutting 1910. Thesea campanulifera ingår i släktet Thesea och familjen Plexauridae. Inga underarter finns listade i Catalogue of Life.